# Renault G-motor
G-motoren er en firecylindret bilmotor fra Renault.

## G8T
G8T har 3 ventiler pr. cylinder og indirekte indsprøjtning.
Dens slagvolume er 2.188 cm³, med en boring på 87 mm og en slaglængde på 92 mm.
Motoren findes i en sugeudgave med 61 kW/83 hk ved 4.500 omdr./min. og et drejningsmoment på 142 Nm ved 2.250 omdr./min, monteret i Renault Laguna fra 1994 til 1996. Motoren har et kompressionsforhold på 23:1 og er udstyret med en mekanisk styret indsprøjtningspumpe fra Bosch.
Turboudgaven har intercooler, 83 kW/113 hk ved 4.300 omdr./min. og et drejningsmoment på 250 Nm ved 2.000 omdr./min., monteret i Renault Laguna, Renault Safrane og Renault Espace fra 1996 til 2001. Motoren har et kompressionsforhold på 22:1 og er udstyret med en elektronisk styret indsprøjtningspumpe fra Bosch.

## G9T
G9T har 4 ventiler pr. cylinder og commonrail-indsprøjtning.
Dimensionerne er identiske med G8T's.
Motoren findes i flere forskellige udførelser:
- 66 kW/90 hk ved 3.650 omdr./min., 260 Nm ved 1.500 omdr./min.. Kompressionsforhold 17,8:1, monteret i Renault Master fra 2000 til 2002.
- 85 kW/115 hk ved 4.000 omdr./min., 320 Nm ved 1.750 omdr./min.. Kompressionsforhold 18:1, monteret i Renault Vel Satis fra 2001 til 2004.
- 95 kW/129 hk ved 4.000 omdr./min., 296 Nm ved 2.000 omdr./min.. Kompressionsforhold 17,9:1, monteret i Renault Espace fra 2000 til 2002.
- 102 kW/139 hk ved 4.000 omdr./min., 320 Nm ved 1.750 omdr./min.. Kompressionsforhold 18:1, monteret i Renault Laguna i 2005 og Renault Vel Satis fra 2004 til 2009.
- 110 kW/150 hk ved 4.000 omdr./min., 320 Nm ved 1.750 omdr./min.. Kompressionsforhold 18:1, monteret i Renault Espace fra 2002 til 2007, Renault Laguna fra 2002 til 2005, Renault Vel Satis fra 2002 til 2006 og Renault Avantime fra 2002 til 2003.

## G9U
G9U er en 2,5-litersmotor med 4-ventilteknik og commonrailindsprøjtning. 
- Boring × slaglængde: 89,0 × 99,0 mm[2]
- Slagvolume: 2464 cm³[2]

Versioner:
- G9U 730: 98 kW/133 hk ved 3500 omdr./min., 310 Nm ved 2100 omdr./min. Kompressionsforhold 18,0:1[2], benyttet i Renault Trafic, Nissan Primastar og Opel Vivaro.
- G9U 630: 107 kW/145 hk ved 3500 omdr./min., 310 Nm ved 2100 omdr./min. Benyttet i Renault Trafic, Nissan Primastar og Opel Vivaro.